# Johan de Sitter
Johan de Sitter (Groningen, 7 februari 1793 - aldaar, 12 april 1855) was een Nederlandse liberaal politicus.

## Leven en werk
De Sitter, zoon van de Groningse bestuurder en drost van Westerwolde Willem de Sitter en Maria Albertina Johanna de Drews, studeerde rechten aan de hogeschool van Groningen en promoveerde aldaar in 1815. Na zijn studie koos hij voor een militaire carrière als luitenant bij de infanterie. In 1823 verliet hij de militaire dienst en begon een loopbaan bij de belastingdienst. In 1843 vestigde hij zich als notaris te Groningen. Tijdens de Belgische Opstand onderbrak hij zijn burgerlijke loopbaan en keerde terug in de actieve militaire dienst bij de Friese schutterij. Als majoor maakte hij de Tiendaagse Veldtocht mee en werd hiervoor onderscheiden tot ridder vierde klasse van de Militaire Willems-Orde. Van 1850 tot 1855 was De Sitter lid van de Eerste Kamer voor de provincie Groningen.
De Sitter huwde in 1817 te Leeuwarden met Anna Antoinette gravin van Limburg Stirum. Hun zoon Willem de Sitter werd burgemeester van Groningen (1863-1872) en werd, evenals zijn vader, liberaal Eerste Kamerlid (1877-1888).
- Biografisch Portaal: 20549593
- Parlement.com: vg09ll8hshyk